# Itapecerica
Itapecerica is een gemeente in de Braziliaanse deelstaat Minas Gerais. De gemeente telt 21.200 inwoners (schatting 2009).

## Aangrenzende gemeenten
De gemeente grenst aan Camacho, Carmo da Mata, Cláudio, Formiga, Pedra do Indaiá, São Francisco de Paula en São Sebastião do Oeste.